# ヨコソーレインボータワー
ヨコソーレインボータワーは、東京都港区にある高層建築物。レインボーブリッジに隣接する横浜倉庫芝浦事業所跡地に、1995年に完成した。南側を斜面とした直角三角形の独特な形状をしており、斜面上部には横浜倉庫の略称である「YOKOSO」のネオンサインが設けられている。

## 入居企業等
下層部は横浜倉庫やクラシエの本社が入居。14階から23階にかけては、総戸数84戸の賃貸マンションとなっている。

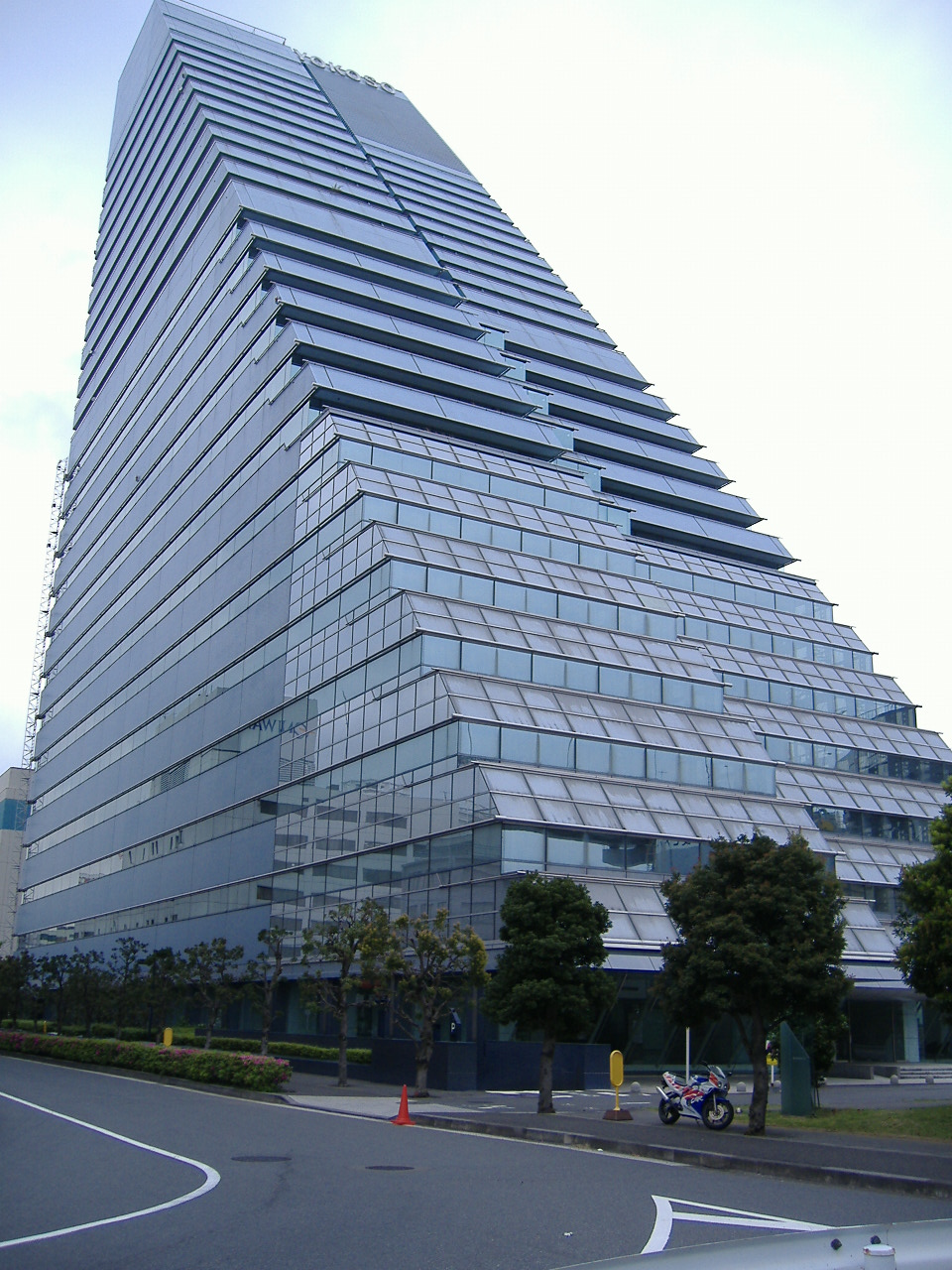
南西側より

## 交通
- ゆりかもめ東京臨海新交通臨海線「芝浦ふ頭駅」より徒歩2分
- 東日本旅客鉄道（JR東日本）山手線・京浜東北線「田町駅」より徒歩15分。平日8時から22時の間は、無料シャトルバスが運行されている。
- 首都高速1号羽田線芝浦出入口下車

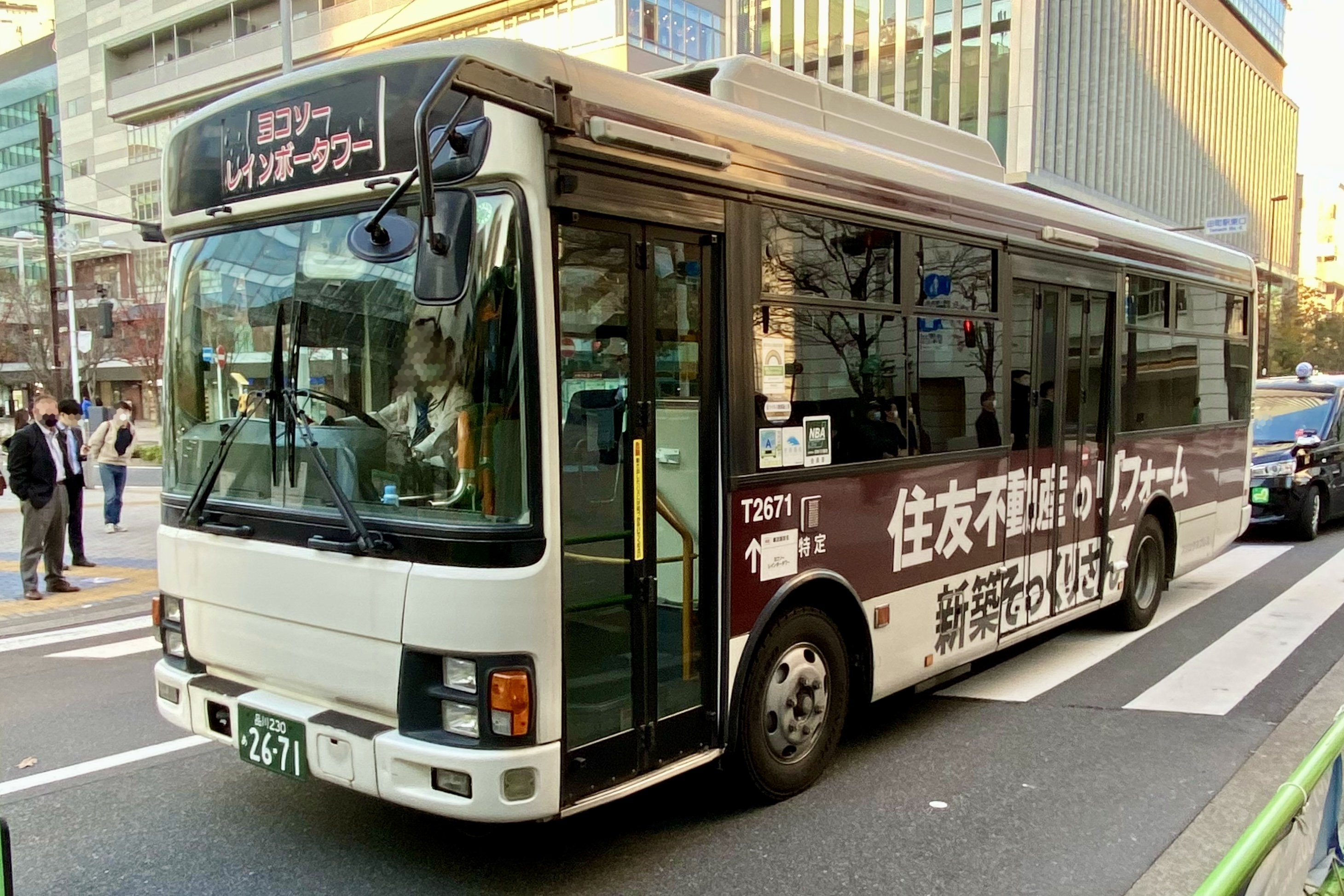
フジエクスプレスが運行する無料シャトルバス（田町駅東口にて）